# Афлах ібн Абд аль-Ваххаб
Афлах ібн Абд аль-Ваххаб (араб. أفلح بن عبد الوهاب; бл. 810 — бл. 872) — 3-й імам Держави Рустамідів в 823—872 роках.

## Життєпис
Син імама Абд аль-Ваххаба. Народився близько 810 року в Тахерті. Про молоді роки обмаль відомостей. Але замалоду виявив хист до наук.
823 року після смерті батька успадкував трон. Втім перші письмові згадки про нього відносяться до 832 року, коли імам придушив повстання берберського племені масала, а потім Язіда ібн Фандіна аль-Іфрані, голови секти нуккарі.
835 року виступив проти Халафа ібн ас-Самха, що наприкінці правління Абд аль-Ваххаба, став незалежним правителем ібадитів в Триполітанії. 836 року Халафа було переможено і страчено, а його землі знову повернулися під владу Рустамідів. З цього часу зберігав мир з сусідами.
Водночас продовжив політику попередників щодо підтримки посередницької торгівлі, яка тепер становила основу розвитку та богатств держави. Важливим складником при цьому стала торгівля чорними рабами з Гани та міст-держав на Нігері.
У другій половині панування Афлаха його держава набула найвищої політичної, військової та політичної потуги. На його здоров'я негативно вплинув полон сина Абу'л-Якзана, якого було схоплено аббасидським загоном під час хаджу до Мекки. Помер імам 872 року. Йому спадкував син Абу Бакр.

## Творчість
Відзначався своїм красномовством. Афлах ібн Абд аль-Ваххаб мав праці з арабської літератури, мовознавства, юриспруденції, богослов'я, математики та астрономії. Його хадиси були оформлені в окрему збірку. Також складав вірші, що були сповненні зірними фантастичними образами, в яких автор закликав шукати знання.